# Мохамед Ахмед
Мохамед Ахмед (араб. محمد أحمد‎, нар. 16 квітня 1989, Дубай) — еміратський футболіст, захисник клубу «Аль-Айн» і національної збірної ОАЕ.

## Клубна кар'єра
Народився 16 квітня 1989 року в місті Дубай. Вихованець футбольної школи клубу «Аль-Шабаб» (Дубай). Дорослу футбольну кар'єру розпочав 2009 року в основній команді того ж клубу, в якій провів три сезони, взявши участь у 31 матчі чемпіонату. 
До складу клубу «Аль-Айн» приєднався 2012 року, ставши основним гравцем команди. 2018 року провів соту гру чемпіонату за «Аль-Айн». У сезоні 2017/18 став співавтором «золотого дубля» — його команда виграла чемпіонат ОАЕ і Кубок Президента. Як діючий чемпіон ОАЕ «Аль-Айн» на правах команди-господаря став учасником Клубного чемпіонату світу 2018, де неочікувано подолав усі етапи змагання і вийшов до фіналу, де, утім, не зміг нав'язати боротьбу представнику Європи, мадридському «Реалу».

## Виступи за збірні
Протягом 2009–2010 років залучався до складу молодіжної збірної ОАЕ. На молодіжному рівні зіграв у 7 офіційних матчах, забив 1 гол.
2011 року дебютував в офіційних матчах у складі національної збірної ОАЕ. Ще до того був у заявці команди на кубок Азії 2011 року в Катарі, де на поле не виходив. А вже на кубку Азії 2015 року в Австралії був основним гравцем еміратської команди, яка стала бронзовим призером континентальної першості.
За чотири роки був включений до заявки еміратців на домашній для них кубок Азії 2019 року.

## Титули і досягнення
- Чемпіон ОАЕ (4):

«Аль-Айн»: 2012-13, 2014-15, 2017-18, 2021-22
- Володар Кубка Ліги ОАЕ (2):

«Аль-Айн»: 2009-10, 2021-22
- Володар Суперкубка ОАЕ (2):

«Аль-Айн»: 2012, 2015
- Володар Кубка Президента ОАЕ (3):

«Аль-Шабаб» (Дубай): 2010-11
«Аль-Айн»: 2013-14, 2017-18
- Клубний чемпіон Перської затоки (1):

«Аль-Шабаб» (Дубай): 2011
Збірні
- Срібний призер Азійських ігор: 2010
- Переможець Кубка націй Перської затоки: 2013
- Бронзовий призер Кубка Азії: 2015